# Takeaki Amezawa
Takeaki Amezawa (雨澤 毅明, Amezawa Takeaki), né le 4 février 1995 à Shimotsuke (Tochigi), est un coureur cycliste japonais.

## Biographie
Il arrête sa carrière à l'issue de la saison 2020.

## Palmarès et résultats

### Palmarès par année
- 2013
  - 3e du championnat du Japon sur route juniors
- 2016
  - 3e du Tour de la province de Valence
- 2017
  - Ishikawa Road Race
  -  Médaillé d'argent du championnat d'Asie du contre-la-montre par équipes
  - 2e du Miyada Hillclimb
  - 3e de la Japan Cup
- 2018
  - 1re étape du Tour du Japon
  - 3e de l'Oita Urban Classic

### Classements mondiaux
| Année         | 2016 | 2017 |
| ------------- | ---- | ---- |
| UCI Asia Tour | 244e | 38e  |